# Charles Fallot
Pour les articles homonymes, voir Fallot.
Charles Amédée Fallot, né le 14 août 1874 à Paris et mort le 16 décembre 1939 dans la même ville, est un chansonnier et un acteur français.

## Biographie
Charles Fallot est né le 14 août 1874 dans le 6e arrondissement de Paris d'un père employé de commerce.
Charles Fallot joua au Carillon et Aux Noctambules et fonda avec Paul Marinier le cabaret La Pie qui chante.
Charles Fallot créa quelques succès : Une étoile d'amour (musique de Paul Delmet, créée par Laurence Deschamps), La petite église, (musique de Paul Delmet), Le Coffret (musique de Fatorini).
Dans les années 1930, il fut aussi acteur au cinéma et tourna avec Max Ophüls, Henri-Georges Clouzot et Joe May.
Charles Fallot mourut le  16 décembre 1939 au sein de l'Hôpital Broca dans le 13e arrondissement de Paris, et, est inhumé au cimetière du Père-Lachaise (95e division).

## Théâtre
- 1922 : Dé-dé-binons, revue de Jean Deyrmon, avec Charles Fallot, à La Pie qui Chante[7],[8].

## Filmographie
- 1931 : Ronny de Reinhold Schünzel et Roger Le Bon
- 1931 : Ma tante d'Honfleur de André Gillois
- 1933 : Tout pour l'amour de Henri-Georges Clouzot et Joe May
- 1934 : On a volé un homme de Max Ophüls
- 1934 : La Garnison amoureuse de Max de Vaucorbeil
- 1934 : La Banque Némo[9] de Marguerite Viel
- 1936 : Tout va très bien madame la marquise d'Henry Wulschleger
- 1936 : La Souris bleue de Pierre-Jean Ducis :  Monsieur Martin